# Contea di Xun
La contea di Xun (浚县S, Xùn XiànP) è una contea della Cina, situata nella provincia di Henan e amministrata dalla prefettura di Hebi.